# 田中健之
田中 健之（たなか たけゆき、1963年〈昭和38年〉11月5日 - ）は、日本の歴史家、アジア・ナショナリズム研究家。
拓殖大学日本文化研究所附属近現代研究センター元客員研究員、ロシア科学アカデミー東洋学研究所客員研究員  、岐阜女子大学南アジア研究所特別研究員、全ロシア日本研究協会研究員日露善隣協会会長、黒龍会々長、政治団体「満洲国政府」最高顧問。
福岡県福岡市出身。曽祖父は玄洋社初代社長の平岡浩太郎。

## 経歴
玄洋社初代社長平岡浩太郎の曾孫として福岡市に生まれる。また黒龍会を創立した内田良平の血脈道統を継ぐ親族でもある   。
幼少より曽祖父が創立した玄洋社や黒龍会から大きな影響を受け、大アジア主義や大陸浪人など、アジア独立運動史上における日本の民間志士の役割について専門的に研究している。
1983年より中国民主化運動の先駆けである『中国の春』の結成に関わり、1989年に中国北京で生じた天安門事件を支援する。ソビエト連邦の崩壊と共にモスクワに渡り、ロシア各界に人脈を広げる。
妻はウクライナ人だが、2014年以降はウクライナ政府が自国民を虐殺していると主張してZ旗を掲げ、2022年ロシアのウクライナ侵攻ではロシア支持の立場を取る。

### 主な執筆媒体
- 『中央公論』 中央公論新社
- 『宝島』 宝島社
- 『歴史群像』 学研など。

## 著書

### 主著
- 『中国民主化運動 』 1999年 アジア時論社
- 『法然上人』清林寺出版部
- 『「靖国」に祀られざる人々』 宝島社 ISBN 4796659668 書評は浦辺登。
- 『「靖国」に祀られざる人々』 学研パブリシング ISBN 978-4-05-405534-6
- 『横浜中華街』 中央公論新社 ISBN 978-4121503237 書評は浦辺登。
- 『実は日本人が大好きなロシア人』 宝島社　ISBN 978-4800222640
- 『昭和維新』 学研プラス　ISBN 978-4054061231
- 『北朝鮮の終幕』ＫＫベストセラーズ　ISBN 978-4584138229
- 『お父様、お母様、お元気ですか?僕は元気です: 親子の書簡にみる学童集団疎開』　アジア新聞社　ISBN 978-4991196126
- 『天使の並木道 ウクライナ人がウクライナ人をジェノサイドし続けた8年間の記録 2014～2022』ヒカルランド　ISBN 978-4867424025

### 編著・刊行物
- 内田良平著作集 全3巻 皇極社出版部
- 内田良平50年祭追慕録 皇極社出版部
- 発禁黒龍会会報 皇極社出版部
- 内田良平関係文書全11巻 芙蓉書房出版 ISBN 4-8295-0130-8 / ISBN 4-8295-0139-1
- 中華民国革命秘笈 アイシーメディクス ISBN 978-4434049187

### 共著
- 別冊宝島337 『ヤクザという生き方 日本黒社会』宝島社 ISBN 978-4796693370
- 『現代日本を操った黒幕たち』宝島社　ISBN 978-4800211217
- 『日本スパイ養成所　陸軍中野学校のすべて』笠倉出版社 　ISBN 978-4773087482
- 『実験国家満洲国のすべて』笠倉出版社 　ISBN 978-4773087550
- 『戦国驍将・知将・奇将伝(学研M文庫)』学習研究社　ISBN 978-4059011941
- 『戦国武将伝(学研M文庫)』 学研パブリッシングISBN 978-4059008422